# 60 secondes du Colisée
60 secondes pour rire était une émission de télévision de divertissement présentée par Olivier Minne sur France 2 du 3 septembre 2007 au 28 septembre 2007. Elle était diffusée du lundi au samedi à 18 h 10.

## Principe de l'émission
Les 60 Secondes du Colisée faisait découvrir de nouveaux talents comiques aux téléspectateurs. Ces talents devaient se regrouper pour former un groupe (généralement en duo ou en trio) et avaient une série d'épreuves à réaliser en une minute. Ils pouvaient choisir entre cinq thèmes d'épreuves au total :
- Accessoires : Choisir un accessoire et l'utiliser au cours d'une improvisation ;
- Histoire drôle : Raconter une histoire comique ;
- Pas un mot : Faire rire tout en restant muet ;
- Sketch : Préparé à l'avance par les humoristes ;
- Imitation : Imiter un personnage connu, un animal ou un objet.

Ces épreuves étaient évaluées par un jury de cinq personnes sélectionnées au hasard dans le public sans le savoir. Trois des cinq jurés devaient apprécier, à travers des rires, pour que l'épreuve soit réussie permettant ainsi aux humoristes de remporter une somme d'argent :
- 100 euros pour la première épreuve réussie ;
- 200 euros pour la seconde épreuve réussie ;
- 300 euros pour la troisième épreuve réussie ;
- 500 euros pour la quatrième épreuve réussie ;
- 1 000 euros pour la dernière épreuve réussie (la totalité du jury doit l'apprécier).

Olivier Minne était accompagné d'un acteur ou d'un humoriste pouvant réagir et prodiguer des conseils à ces nouveaux talents. Ils étaient surnommés comme parrains et marraines de l'émission. Ainsi Virginie Hocq, Anne Roumanoff, Raphaël Mezrahi, Shirley & Dino, Cartouche, Armelle ou encore Dove Attia ont participé à l'émission.
L'émission changea de nom le 12 septembre 2007 pour devenir 60 secondes pour rire.

## Audiences
| Date              | Nombre de téléspectateurs | Part de marché | Nature des chiffres |
| ----------------- | ------------------------- | -------------- | ------------------- |
| 3 septembre 2007  | 793 000                   | 7,4 %          | Première émission   |
| 5 septembre 2007  | 623 480                   | 6 %            | Troisième émission  |
| 17 septembre 2007 | 906 880                   | 7,8 %          | Record ?            |

En raison des faibles audiences depuis ses débuts, l'émission est remplacée dès le 28 septembre 2007 par la série allemande Rex, chien flic en semaine et par Les Rois du Rire le samedi.